# Баргштет (Доња Саксонија)
Баргштет (њем. Bargstedt) општина је у њемачкој савезној држави Доња Саксонија. Једно је од 40 општинских средишта округа Штаде. Према процјени из 2010. у општини је живјело 2.092 становника. Посједује регионалну шифру (AGS) 3359005.

## Географски и демографски подаци
Баргштет се налази у савезној држави Доња Саксонија у округу Штаде. Општина се налази на надморској висини од 19 метара. Површина општине износи 26,4 km². У самом мјесту је, према процјени из 2010. године, живјело 2.092 становника. Просјечна густина становништва износи 79 становника/km².

## Међународна сарадња
| Мјесто | Држава    | Врста сарадње | Од    |
| ------ | --------- | ------------- | ----- |
| Асфелд | Француска | партнерство   | 1966. |
| Извор  |           |               |       |